# Palicus velerae
Palicus velerae is een krabbensoort uit de familie van de Palicidae. De wetenschappelijke naam van de soort is voor het eerst geldig gepubliceerd in 1939 door Garth.